# 周镐 (1910年)
周镐（1910年—1949年1月），字治平，男，湖北罗田人，中华民国军统间谍，後成为中国共产党党员。

## 生平

### 早年生涯
周镐生于1910年，其家世代务农。1928年，考入新桂系的国民革命军第四集团军在武汉创办的随营军官学校（后改为中央军校武汉分校）第七期步科，上学期间因接受进步思想，遭到学校除名。后来，他加入国民革命军第十九路军，还参加了“闽变”，因“闽变”失败而返回家乡。途中在汉口下船时，周镐被宪兵警察以“共党嫌疑”为名逮捕。负责审讯他的人是他的旧交，竭力劝其加入军统，并称如若加入军统，过去的一切可不再追究。周镐遂于1935年加入军统，任武汉站站员。很快他便获得军统上层赏识，随后官至军统督察室第一科上校科长。

### 打入南京
抗日战争时期，汪精卫政权要人周佛海向重庆国民政府暗中输诚。为了加强同周佛海的联络，戴笠派周镐赴南京担任潜伏站站长，负责重庆军统局与汪精卫政权要人周佛海之间的秘密联络工作，并负责策反伪军高级将领。周镐化装成商人，来到南京。此后，周佛海对周镐避而不见，周镐遂在南京闲居，趁机与汪精卫政权内的新老朋友联络，其中就包括中共地下情报人员、时任汪精卫政权国民政府军事委员会政治部情报局上校军官徐楚光。半年之后，1943年7月，周佛海终于同周镐会面，地点在汪精卫的迎宾馆（即孙科1928年任国民政府铁道部长时的官邸），此次会面，周佛海认为周镐“人极稳练，且有见识”，周镐也转告了周佛海的母亲及其他亲属的近况，并告知自己来南前戴笠布置的任务，要求周佛海为其安排一个有公开身份的职务。周佛海同意。
几天后，周佛海派人从周镐处取走电台，运往上海，放在其内弟杨惺华的一个秘密地点，由重庆方面另派的译电员进行收发报工作。随周镐一同来到南京的军统译电员李连青则被安排在南京商会当小职员，未从事收发报工作。这是因为周佛海考虑到南京的日伪情报机关较多，容易出危险，所以将电台设在上海。不久，周佛海将周镐安排在国民政府军事委员会军事处第六科，担任少将科长。周镐遂秘密组建军统南京站，按南京的区域划分成立了八个组。任内，他与伪军孙良诚、张岚峰、吴化文、郝鹏举等部建立了联系。因工作出色，戴笠提拔周镐为军统少将。 

### 接管南京
日本投降後的第二天，周镐在南京成立了国民政府军事委员会京沪行动总队南京指挥部，接管汪精卫政权，开始搜捕汪精卫政权要人。由于办事凌厉，指挥部同汪精卫政权的国民政府主席陈公博的卫士团发生了冲突，日军请周镐来到司令部商谈接管事宜，周镐一来便被扣押，其部下被解散。南京指挥部前后仅存在了3天。
经戴笠协调，周镐很快获释。但是此后他被转至上海，继续关押审查，罪名是贪污。这是由于周镐知道的事情太多，特别是周佛海与重庆方面往来的秘密，触动了国民党方面某些权势的利益。
1945年9月30日，报纸上刊登消息称，周佛海等一行人被戴笠送往重庆，软禁于白公馆。周镐看到了此消息，知道了自己的处境。1946年3月，戴笠因飞机失事死亡，经军统中的朋友说情，周镐才最终获释。 

### 投向中共

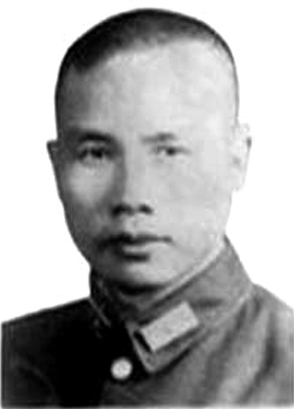
周镐

中共地下党员徐楚光了解周镐的经历。他们是湖北同乡，也是中央军校武汉分校步兵科同学。周镐也早已知道徐楚光是中共的情报人员，二人曾互相交流情报。周镐获释后，经徐楚光劝说，表示愿意加入中国共产党。
1946年6月，经中共中央华中分局策反，周镐转投中国共产党方面，随后申请加入中国共产党。1946年9月，徐楚光告诉周镐，经中共中央华中分局邓子恢、谭震林批准，周镐成为中国共产党特别党员，获委任为宁、沪、徐、杭特派员，负责搜集情报、策反已投靠蒋介石的原汪精卫政权将领。徐楚光是其领导。1946年10月，周镐被任命为国民政府国防部保密局少将直属组组长。在这一身份的掩护下，周镐开始展开策反孙良诚的工作。
当时，徐楚光的任务是策反驻防苏北仪征、瓜洲的国军暂编二十五师师长孙良诚（后来出任第一绥靖区副司令官兼第107军军长）。周镐主动要求前去策反孙良诚。在策反的准备过程中，计划遭中共的叛徒得知，很快便汇报给保密局副局长毛人凤，周镐当即被捕，押入南京宁海路19号的保密局看守所。但周镐因身份特殊，又无证据，很快便获释。
获释后，周镐继续前去策反孙良诚，孙良诚的口风有所松动。不久，因中共的叛徒告密，徐楚光被逮捕，徐楚光的交通员也被捕，交通员供出了周镐与徐楚光有联系，随后又有中共的叛徒供出周镐为中共地下党员。周镐第二次被押入南京宁海路19号的保密局看守所。在酷刑之下，周镐一直未吐露实情，周镐的家人也到处贿赂官员，最后由两位少将级特务向毛人凤上书担保，周镐获释。
1948年，在中共党组织的安排下，周镐和妻子来到苏北解放区。在苏北解放区，周镐写了许多日记，语言十分欢快，对未来很有信心。周镐仍保持着和孙良诚的联系，孙良诚仍处于犹豫之中。
1948年11月，淮海战役爆发，孙良诚逐渐倾向于战场起义，周镐闻讯便赶往孙良诚的驻地睢宁。但中间孙良诚接到了长官的电话，转而认为起义不可行。仍在途中的周镐得知后很着急，到达孙良诚的军部后，周镐反复劝说孙良诚。国军第一绥靖区副司令长官兼107军军长孙良诚最终率部5,000多人向中国人民解放军方面投诚。由此，徐州东南方向的国军兵力大减。

### 策反刘汝明失败
此后，根据上级部署，周镐企图策反驻守在蚌埠的原西北军冯玉祥部将领刘汝明。1948年11月15日，已移至蚌埠的刘汝明部改编为第八兵团（兵团司令部设于宝兴面粉公司）。该兵团成立后，即与同时驻扎在蚌埠的李延年的第六兵团负责沿津浦路北援黄百韬兵团。
1948年11月18日，中央军委就有关歼击南线之敌的部署致电刘伯承、陈毅、邓小平等人称：“刘汝明一八一师被歼及宿县攻克，已给南线敌人一个大打击，你们以九纵对付刘汝明，节节阻击他，不和他打硬仗，着重写信派人劝告刘汝明、刘汝珍、曹福林反蒋起义，同时展开公开的政治攻势。”根据中央军委的指示，在淮海战役期间，先后有3批人员到刘汝明部策反。一是国军原第四绥靖区少将高参李慕春等人从解放区赴蚌埠劝降刘汝明；二是冯玉祥的夫人李德全之弟李连海赴刘汝珍处策反；三是中共中央华东局联络部直接领导的以周镐为首的第六工委对刘汝明的策反。其中，李慕春、李连海在来到刘汝明部后不久，即被刘汝明等人打发走。11月19日，中共华中工委书记兼苏北军区政委陈丕显面示周镐，要求周镐立即与孙良诚（与刘汝明均是冯玉祥的旧部，曾结拜为兄弟）、王清瀚共同策反刘汝明起义。次日凌晨3时，周镐即率工作人员赴前线。
在周镐的帮助之下，孙良诚、王清瀚分别拟好了劝说刘汝明、刘汝珍战场起义的信。11月26日，中共江淮区党委书记曹荻秋派人将信送交刘汝明。在此期间，毛泽东两次电示，强调抓紧对刘汝明的工作：“迫其反正，是为至要。”在中央军委的催促之下，周镐抓紧策反刘汝明。11月30日晚，他再度找到孙良诚谈话，孙良诚称愿“重新修书致刘汝明，冀欲有所贡献，俾表参加革命之诚恳。”
12月4日，周镐向曹荻秋汇报了策反情况，提出应速派人将孙良诚已写好的第二封信送至刘汝明部。12月9日，经过批准，周镐派六工委联络组长、中共党员祝元福与孙良诚的副官尹燕俊送信。但在尹燕俊动身前，孙良诚秘密向尹燕俊口头嘱咐：“我的信是被迫写的，非出自本意，你要刘司令自己斟酌，务请子亮（即刘汝明）兄救我出险。”祝元福、尹燕俊动身后，周镐率随行人员于12月13日抵达了刚被中国人民解放军占领的固镇。
此前不久，刘汝明的母亲在上海收到了蒋介石的亲随送来的手杖、被面等寿礼，刘汝明向蒋介石表示要“尽忠尽孝，从一而终”。接到孙良诚的第二封来信及尹燕俊的口头密报后，刘汝明随即密告蒋介石。遵照蒋介石的旨意，刘汝明回信称：“关于起义问题，愿作考虑。即请贵方派出代表，来我方谈判。”12月21日，尹燕俊将刘汝明的复信带回。周镐向曹荻秋等报告，同时派人将孙良诚、王清瀚接到前线，接洽此次起义的准备工作。12月25日，周镐就刘汝明起义后的职务、军队整训等事致信华野六纵队司令员王必成，请其转报粟裕准备接防蚌埠。12月26日，周镐分别致函、致电曹荻秋和陈丕显，获曹荻秋原则批准策反刘汝明方案之后，又派尹燕俊再赴蚌同刘汝明联系。
1949年1月4日，尹燕俊自蚌埠返回，并带来刘汝明之子、六十八军一一九师三五五团团长刘铁均。刘铁均转达了其父的嘱咐：“起义宜急进行，如果时间长了，部队移防可能与解放军隔开，失去时机。请大叔（孙良诚）与党代表到蚌埠市内研究起义电稿，同意后即可通电起义。”请示曹荻秋之后，周镐于次日与孙良诚、王清瀚、祝元福等一行13人，来到刘铁均的防地淮南田家庵火车站，并准备转赴蚌埠的刘汝明处。周镐一行人于当天下午到达刘铁均团部时，当即被刘汝明部二处处长陶纪元逮捕，解往蚌埠关押。1月6日，周镐被押送至南京宁海路19号保密局看守所。1月中旬某日，蒋介石亲自命令将周镐“立即处决”，时年39岁。
1965年12月，中共中央组织部办公厅批复：追认周治平（周镐字治平）为革命烈士，并对其遗属予以照顾。

## 家人
- 发妻 李华初
- 长女 周慧冰
- 三女 周慧励
- 续娶 吴雪亚